# اشلی کین
اشلی کین (انگلیسی: Ashley Keane؛ زادهٔ ۲۰ نوامبر ۱۹۸۱) بازیکن فوتبال اهل بریتانیا است.
از باشگاه‌هایی که در آن بازی کرده‌است می‌توان به باشگاه فوتبال تورکی یونایتد اشاره کرد.